# Sybra bialbomaculata
Sybra bialbomaculata là một loài bọ cánh cứng trong họ Cerambycidae.